# Denis Sassou-Nguesso
Denis Sassou-Nguesso (wym. [dəˈni sasungɛˈso]; ur. 23 listopada 1943 w Edou) – kongijski wojskowy i polityk, prezydent w latach 1979–1992 oraz od 1997.
Podczas systemu jednopartyjnego 12 lat stał na czele Kongijskiej Partii Pracy (PCT). Wskutek wprowadzenia pluralizmu politycznego w 1990, który doprowadził do obrad Krajowej Konferencji w 1991, stracił uprawnienia wykonawcze, następnie ponosząc porażkę w pierwszych demokratycznych wyborach w 1992. W wyniku wojny domowej w 1997 siłą przejął władzę, obalając demokratycznego prezydenta Pascala Lissoubę. Uzyskał reelekcję w wyborach prezydenckich z lat 2002 oraz 2009, które charakteryzowały się małym zainteresowaniem opozycji. Sassou-Nguesso stoi także na czele Komitetu Centralnego PCT.

## Życiorys

### Kariera wojskowa
Urodził się w Edou w stanie Oyo na północy kraju. Po ukończeniu szkoły wstąpił do wojska. Brał udział w szkoleniach na terenie Algierii i Francji. W 1963 roku został mianowany dowódcą sił zbrojnych w Brazzaville. W 1969 roku znalazł się w gronie założycieli Kongijskiej Partii Pracy (PCT). W 1970 roku został awansowany do stopnia pułkownika. Jako protegowany prezydenta Mariena Ngouabi objął w 1975 roku funkcję ministra obrony i bezpieczeństwa. Po śmierci Ngouabi w 1977 roku, władzę w partii i państwie objął Joachim Yhombi-Opango. Polityk ten wyznaczył Sassou-Nguesso na stanowisko wiceprzewodniczącego Komitetu Wojskowego PCT. Kiedy Yhoumbi-Opango ustąpił 5 lutego 1979 z powodu oskarżeń o korupcje i malwersacje polityczne, 8 lutego Sassou-Nguesso został wybrany na nowego szefa państwa i przewodniczącego partii. Jego stanowisko zostało oficjalnie i jednogłośnie zatwierdzone 27 marca 1979.

### Prezydentura

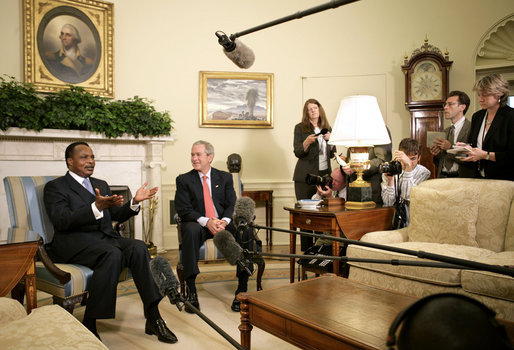
Denis Sassou-Nguesso i prezydent USA George W. Bush w Gabinecie Owalnym w 2006

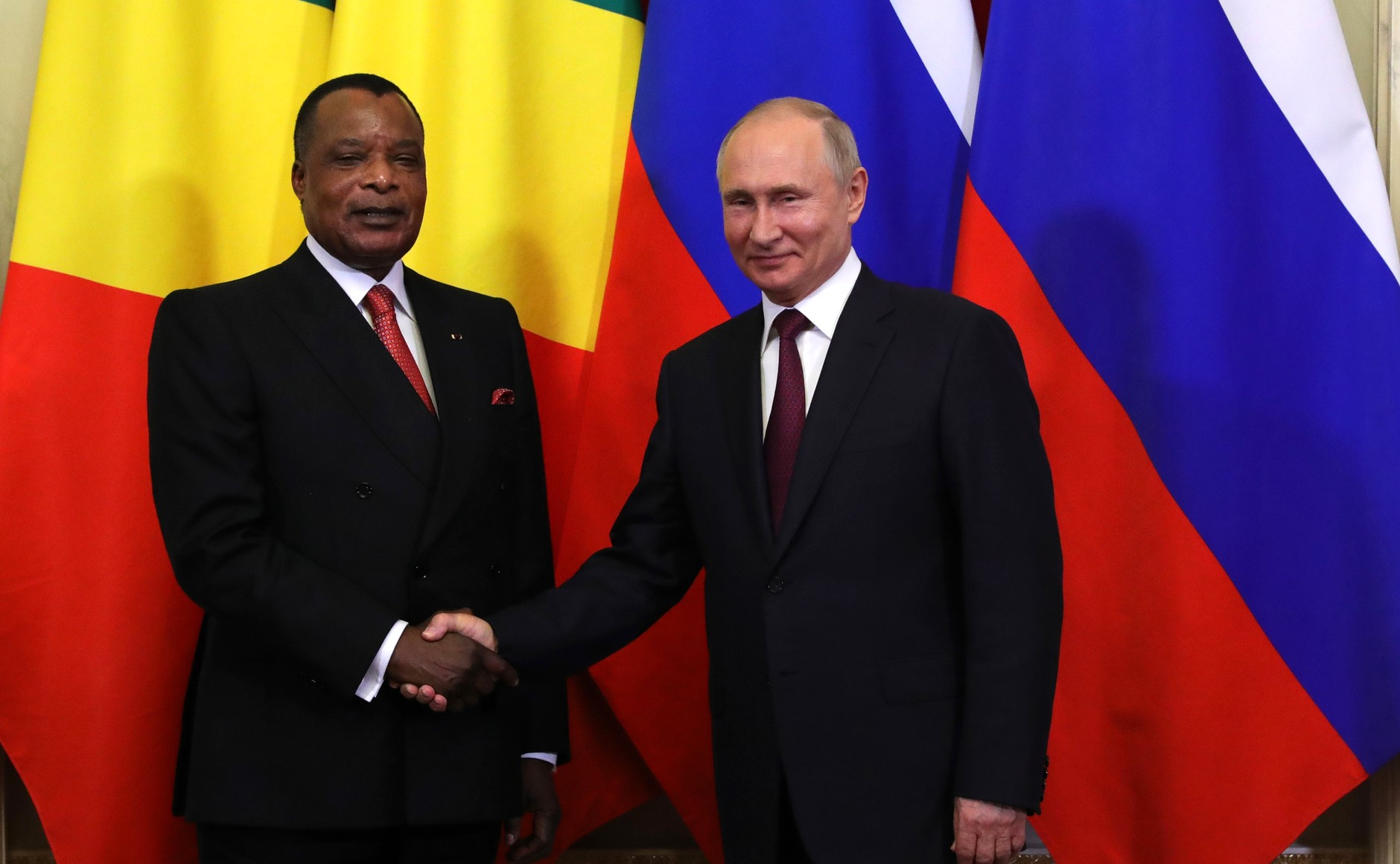
Denis Sassou-Nguesso i prezydent Rosji Władimir Putin, maj 2019

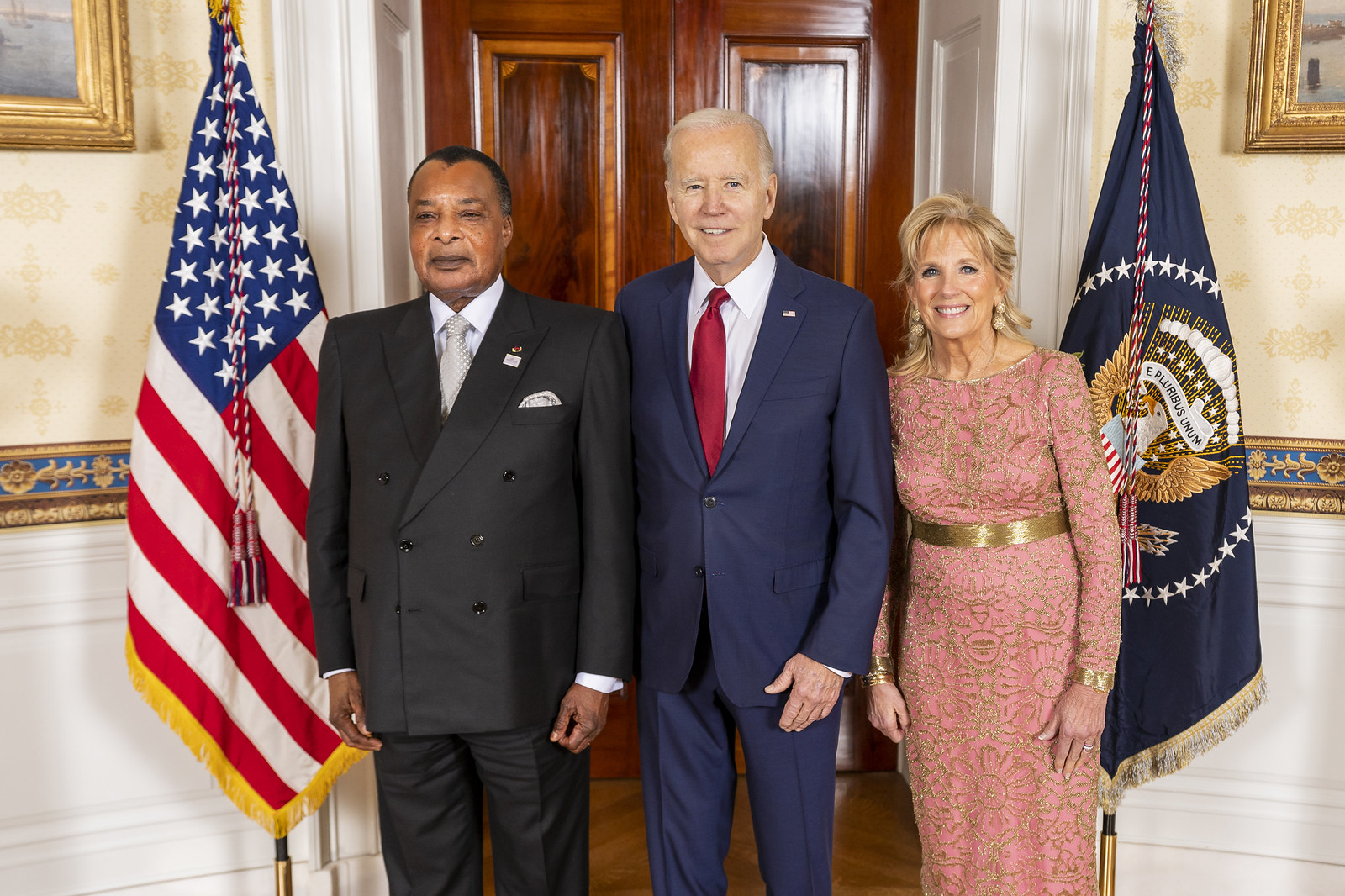
Denis Sassou-Nguesso z prezydencką parą USA Joe Bidenem i Jill Biden w Białym Domu, grudzień 2022

Choć wywodził się ze środowiska marksistowskiego, jako lider przyjął pragmatyczne i prozachodnie podejście. Jeszcze na początku urzędowania wynegocjował pożyczkę  od Międzynarodowego Funduszu Walutowego, a także zatrudnił zagranicznych inwestorów głównie z Francji i Stanów Zjednoczonych do pracy przy wydobyciu ropy i minerałów. W 1981 udał się do Moskwy, gdzie podpisał pakt o dwudziestoletniej przyjaźni z ZSRR. Sassou-Nguesso w lipcu 1984 został ponownie wybrany na pięcioletnią kadencję przewodniczącego Komitetu Centralnego PCT i zarazem prezydenta kraju. Na drugą kadencję został zaprzysiężony 10 listopada 1984. Z okazji wyboru na drugą kadencję, objął amnestią byłego prezydenta Joachima Yhombiego-Opangę. W latach 1986–1987 był przewodniczącym Organizacji Jedności Afrykańskiej. Pod koniec 1987 na północy kraju wybuchł poważny bunt wojskowy, stłumiony przy pomocy sił francuskich. W lipcu 1989 został wybrany na trzecią kadencję przewodniczącego KC PCT i prezydenta kraju.
W wyniku rozpadu bloku wschodniego, pod presją francuską rozpoczął przygotowywania do wdrażania demokracji. W grudniu 1989 ogłosił zakończenie kontroli w gospodarce, a także w 30. rocznicę niepodległości Konga ogłosił amnestię dla więźniów politycznych. W 1990 starał się poprawić sytuację ekonomiczną i zmniejszyć bardzo wysoki poziom korupcji. We wrześniu 1990 wprowadził pluralizm polityczny i od tego czasu opozycyjne partie działały legalnie. Sassou-Nguesso odbył także symboliczną wizytę w USA, uzyskując kolejną pożyczkę od MFW. W lutym 1991 rozpoczęła się Krajowa Konferencja, którą zdominowała opozycja. Na niej ogłoszono przeprowadzenie wyborów generalnych w 1992, a także powołano Andre Milongo na stanowisko premiera. Od tego momentu Sassou-Nguesso stracił uprawnienia wykonawcze na rzecz premiera. Sassou-Nguesso otrzymał zakaz opuszczania kraju bez zgody rządu tymczasowego. Delegaci podczas konferencji oskarżyli prezydenta o współudział w zabójstwie Mariena Ngouabi’ego, głowy państwa w latach 1968–1977.

### Wybory w 1992
Pierwsze demokratyczne wybory generalne, czyli wybory prezydenckie i parlamentarne zakończyły się porażką PCT. W przeprowadzonych na przełomie czerwca i lipca 1992 wyborach parlamentarnych, Kongijska Partia Pracy uzyskała jedynie 19 mandatów na 125 miejsc w Zgromadzeniu Narodowym. Wybory wygrała Panafrykańska Unia na rzecz Socjaldemokracji (UPADS) przed Kongijskim Ruchem na rzecz Demokracji i Integralnego Rozwoju (MCCDI). Sassou-Nguesso starając się o kolejną reelekcję wystartował w sierpniowym wyborach prezydenckich, jednak zakończył w nich udział w I turze na trzecim miejscu z wynikiem 17%. Prezydentem został Pascal Lissouba (UPADS), który pokonał w drugiej turze Bernarda Kolelasa (MCDDI). W ten sposób Sassou-Nguesso wraz z Kolelasem założyli opozycyjny sojusz URD, który ogłosił, iż Lissouba objął urząd po sfałszowanych wyborach. Od listopada 1993 w Kongu dochodziło do zamieszek między zwolennikami Lissouby i Kolelasa, a w styczniu 1994 miejsce miała zbrojna konfrontacja. Niepokoje w kraju kosztowały życie 1500 osób. Kiedy w czerwcu 1994 doszło do politycznego pojednania między prezydentem Lissoubą i Bernardem Kolelasem, generał Sassou-Nguesso stanął na czele opozycji. Krótko po tym w 1994 wyemigrował do Paryża. Do Konga powrócił 26 stycznia 1997.

### Wojna domowa
Kiedy Denis Sassou-Nguesso wrócił do kraju, w maju 1997 złożył wizytę w Owando, gdzie spotkał się z premierem Yhombi-Opango. Sassou-Nguesso proponował przyłączenie się Yhombi-Opanandze do rebelii, która doprowadzić miała do obalenia prezydenta. Wydarzenie to spowodowało zamieszki między zwolennikami polityków. 5 czerwca 1997 siły rządowe otoczyły dom generała w Brazzaville i zatrzymano wtedy Pierre Aboyę i Engobo Bonawenturę, oskarżanych o wzniecanie nastrojów antyrządowych. Od tej pory dochodziło do starć bojówek na czele których stał Sassou-Nguesso, zwanych Cobra z siłami rządowymi, co doprowadziło do wybuchu wojny domowej. W październiku 1997 doszło do interwencji wojsk Angoli, w wyniku czego prezydent Lissouba, premier Yhombi-Opango i ich zwolennicy byli zmuszeniu do ucieczki z kraju. Tymczasem Sassou-Nguesso 25 października został zaprzysiężony na prezydenta Konga.

### Ponowna prezydentura
Po zamachu stanu Sassou-Nguesso oświadczył, iż jest gotów powrócić do demokracji, lecz zmagania z opozycją pogrzebały koncepcję. Po pokojowych negocjacjach, które oficjalnie zakończyły w 1999 wojnę domową, wybory generalne zaplanowano na 2002, lecz wskutek zaocznych procesów sądowych wytoczonych przywódcom opozycji, nie wszystkie ugrupowania rebelianckie dostosowały się do porozumienia. Owe wybory rozegrane 10 marca 2002 z 90% poparciem wygrał generał Sassou-Nguesso, gdyż jego dwóch głównych rywali Pascal Lissouba i Benard Kolelas, nie wzięli w nich udziału, natomiast Andre Milongo wycofał się trzy dni przed wyborami twierdząc, iż te będą sfałszowane.
Nowa konstytucja uzgodniona w styczniu 2002 nadawała prezydentowi nowych uprawnień i wydłużała jego kadencję z pięciu do siedmiu lat. Wybory prezydenckie zostały ocenione jako wolne od przemocy, lecz poprzez politykę rządu Sassou-Nguesso nie odbyły się one z udziałem ważnych frakcji opozycyjnych. Generał Sassou-Nguesso został zaprzysiężony na prezydenta 14 sierpnia 2002.
W styczniu 2006 prezydent Konga z uwagi, iż w latach 1986–1987 był prezesem Organizacji Jedności Afrykańskiej, został przewodniczącym Unii Afrykańskiej, która jest odpowiednikiem starszej organizacji.
Na nadzwyczajnym kongresie partii PCT w grudniu 2006 został znów wybrany przewodniczącym Komitetu Centralnego.
Sassou-Nguesso odniósł zwycięstwo w wyborach prezydenckich z 12 lipca 2009, a na kolejną siedmioletnią kadencję został zaprzysiężony podczas ceremonii w Brazzaville 14 sierpnia 2009. Generał zapowiedział dalsze wdrażanie „pokoju, stabilności i bezpieczeństwa” oraz aktywne wykorzystanie pomocy międzynarodowej. Ogłosił również przygotowywanie amnestii dla Pascala Lissouby, który w 2001 roku został skazany na 30 lat ciężkich robót. 15 września 2009, prezydent Sassou-Nguesso mianował nowy rząd, znosząc jednocześnie urząd premiera. Dotychczasowy szef rządu Isidore Mvouba w nowym gabinecie objął stanowisko ministra stanu ds. transportu, lotnictwa cywilnego i floty handlowej.